# Quinchía
Quinchía est une municipalité située dans le département de Risaralda en Colombie.